# Muhammad ibn al-Hanafiyyah
Muhammad Ibn Ali Ibn Abu Talib (en árabe: محمد بن علي بن أبي طالب‎) También conocido como Muhammad Ibn al-Hanafiyyah (en árabe: محمد بن الحنفية‎) (15 AH - 81 AH; c. 637-700 d. C.) y de apellido Abu'l-Qasim. Fue el tercer hijo de Ali ibn Abi Tálib, el primer imán de los musulmanes chiitas y el cuarto califa de los musulmanes sunitas.

## Biografía
Muhammad ibn al-Hanafiyyah (Muhammad Akbar) nació en Medina alrededor del año 633 d. C. (aunque también se dice que fue durante la era de Úmar), el tercero de los hijos de Ali (primo y yerno de Mahoma y califa ortodoxo). Fue llamado Ibn al-Hanafiyyah en honor a su madre, Jawlah bint Ya'far, quien era llamada Hanafiyyah, "la mujer Hanafi", en honor a su tribu Banu Hanifah. Tras la muerte de Mahoma, las gentes de Al-Yamama fueron declaradas apóstatas por los musulmanes por negarse a pagar el azaque (impuesto religioso); los hombres fueron asesinados (véase guerras Ridda), y las mujeres fueron llevadas a Medina como esclavas, Jawlah bint Ja'far siendo una de ellas. Cuando los miembros de su tribu se enteraron, se acercaron a Ali ibn Abi Talib y le pidieron que la salvara de la esclavitud y que protegiera el honor y el prestigio de la familia de ella. En consecuencia, Ali ibn Abi Talib la compró, la libertó y, después de la muerte de Fátima, se casó con ella. Muhammad ibn al-Hanafiyyah fue el único hijo de Jawlah bint Ya'far. Durante la vida de su padre se distinguió por su piedad, rectitud, valor y eficacia en la guerra. Durante el califato de Ali en Kufa, fue uno de los cuatro principales lugartenientes del califa. Particularmente se distinguió en las batallas del camello y de Siffín. Durante la Batalla de Siffín, Ali describió a su hijo ibn al-Hanafiyyah como su mano, debido a su valentía y fuerza mientras luchaba.
Cuando su hermano mayor Husáin, entonces en La Meca, estaba considerando su fatídica expedición a Kufa que habría de terminar en la batalla de Karbala, Muhammad ibn al-Hanafiyyah le aconsejó que no fuera, señalando que los kufanos habían traicionado y se habían vuelto contra su padre Ali y contra su hermano Hasan ibn Ali, y afirmando que temía que también traicionaran a Husáin. Husáin le habría respondido que temía que de quedarse en La Meca, Yazid ibn Muawiya lo mataría allí y violaría la santidad de la Ciudad Santa. Muhammad ibn al-Hanifiyyah entonces lo instó a que fuera a Yemen, donde podría eludir indefinidamente al ejército. Al día siguiente, Husáin le respondió que su abuelo Mahoma se le había aparecido en un sueño y le había pedido que emprendiera esta expedición de sacrificio.
Después de que Husáin y muchos de sus partidarios murieron en Karbala y que el joven hijo de Husáin, Ali ibn Husáin, adoptara una vida de retiro y oración, Muhammad ibn al-Hanafiyyah se convirtió en el jefe visible de la casa de Ali (véase chiíes kaysanitas). Fue en su nombre que Al-Mujtar se rebeló en Kufa en 685. En el hach de 688, cuatro hombres lideraban a sus respectivos seguidores en los ritos de peregrinación, reclamando para sí la jefatura del islam. Uno de ellos era Muhammad ibn al-Hanafiyyah, que lideraba a los chiitas. Los otros eran Abdullah ibn Zubayr, que gobernaba en La Meca; Abd al-Málik, el califa omeya, que gobernaba desde Damasco, y Najdah ibn 'Amir al-Hanafi, líder de los jariyitas.
Ibn al-Hanafiyyah fue llamado "el Mahdi", "el correctamente guiado", título que para entonces era simplemente un voto de confianza sobre su conocimiento, carácter y juicio sobre los de los califas rivales. Al-Mujtar promovió la idea de que al-Hanafiyyah era el Mahdi que habría de llenar la tierra de justicia y acabar con la tiranía, y que al-Hanafiyyah le habría nombrado su lugarteniente para tomar venganza por los asesinatos de Ali y de Husáin y para liderar una rebelión alide en contra de los omeya. Ibn al-Hanafiyyah nunca apoyó realmente la causa de al-Mujtar, si bien no la condenó y respondía de manera ambigua ante las preguntas sobre la causa de al-Mujtar, afirmando que estaba satisfecho con cualquiera a quien Dios usase para tomar venganza contra los enemigos de la familia del profeta. 
En 692, de hecho, viajó a Damasco y juró lealtad al califa omeya Abd al-Málik ibn Marwan. En 700 murió en Medina, pero a partir de entonces surgió la leyenda entre los seguidores del fallecido al-Mujtar, que adoptaron el nombre de Kaysanitas, de que no estaba muerto, sino que vivía en reclusión en el monte Radwa cerca de Medina, protegido y alimentado por animales salvajes, y que, cuando Dios lo dispusiera, regresaría para establecer la justicia. y verdadera religión en el mundo. Así surgió la leyenda del Mahdi como salvador.

## Sucesión y legado
Después de la muerte de Muhammad ibn al-Hanafiyya, su hijo Abu Hashim reclamó el imamato. Después de la muerte de Abu Hashim, los abasíes afirmaron que en su lecho de muerte Abu Hashim nombró a su primo lejano y líder de la casa abasí Muhammad ibn Ali ibn Abdullah ibn Abbas ibn Abdu'l-Muttalib ibn Hashim como imán. El hijo de este hombre, Abu'l-Abbas Abdullah as-Saffah, se convirtió en el primer califa abasí, repudiando el chiismo, lo que efectivamente extinguió la secta kaysanita que había reconocido a Muhammad ibn al-Hanafiyyah como imán.